# Baños de Río Tobía
Pour les articles homonymes, voir Baños (homonymie).
Baños de Río Tobía (également connu comme Bañuelos) est une commune de Rioja Alta en Espagne. Peuplé de 1 711 habitants, il est connu pour son industrie du chorizo.

## Démographie
| 1900 | 1910 | 1920  | 1930  | 1940  | 1950  | 1960  | 1970  | 1981  |
| ---- | ---- | ----- | ----- | ----- | ----- | ----- | ----- | ----- |
| 933  | 902  | 1 012 | 1 200 | 1 361 | 1 483 | 1 590 | 1 552 | 1 760 |

| 1991  | 2001  | 2011  | - | - | - | - | - | - |
| ----- | ----- | ----- | - | - | - | - | - | - |
| 1 776 | 1 748 | 1 727 | - | - | - | - | - | - |

## Administration

### Conseil municipal
La ville de Baños de Río Tobía comptait 1 579 habitants aux élections municipales du 26 mai 2019. Son conseil municipal (en espagnol : Pleno del Ayuntamiento) se compose donc de 9 élus.
| Parti | Parti                                    | Voix | %       | Élus  |
| ----- | ---------------------------------------- | ---- | ------- | ----- |
|       | Parti socialiste ouvrier espagnol (PSOE) | 30   | 68,87 % | 6 / 9 |
|       | Parti populaire (PP)                     | 320  | 31,13 % | 3 / 9 |

### Liste des maires
| Mandat    | Maire | Maire                               | Parti       |
| --------- | ----- | ----------------------------------- | ----------- |
| 1979-1983 |       | Juan José Altuzarra Arenzana        | Indépendant |
| 1983-1987 |       | Juan José Altuzarra Arenzana        | Indépendant |
| 1987-1991 |       | Juan José Altuzarra Arenzana        | CDS         |
| 1991-1995 |       | Juan José Altuzarra Arenzana        | CDS         |
| 1995-1999 |       | Esteban Ignacio Martínez Cornejo    | PP          |
| 1999-2003 |       | Esteban Ignacio Martínez Cornejo    | PP          |
| 2003-2007 |       | Jesús Clemente García González      | PSOE        |
| 2007-2011 |       | Jesús Clemente García González      | PSOE        |
| 2011-2015 |       | Fulgencio Francisco Fernández Pablo | PP          |
| 2015-2019 |       | David Villoslada García             | PSOE        |
| 2019-2023 |       | David Villoslada García             | PSOE        |